# Gianluca Petrella

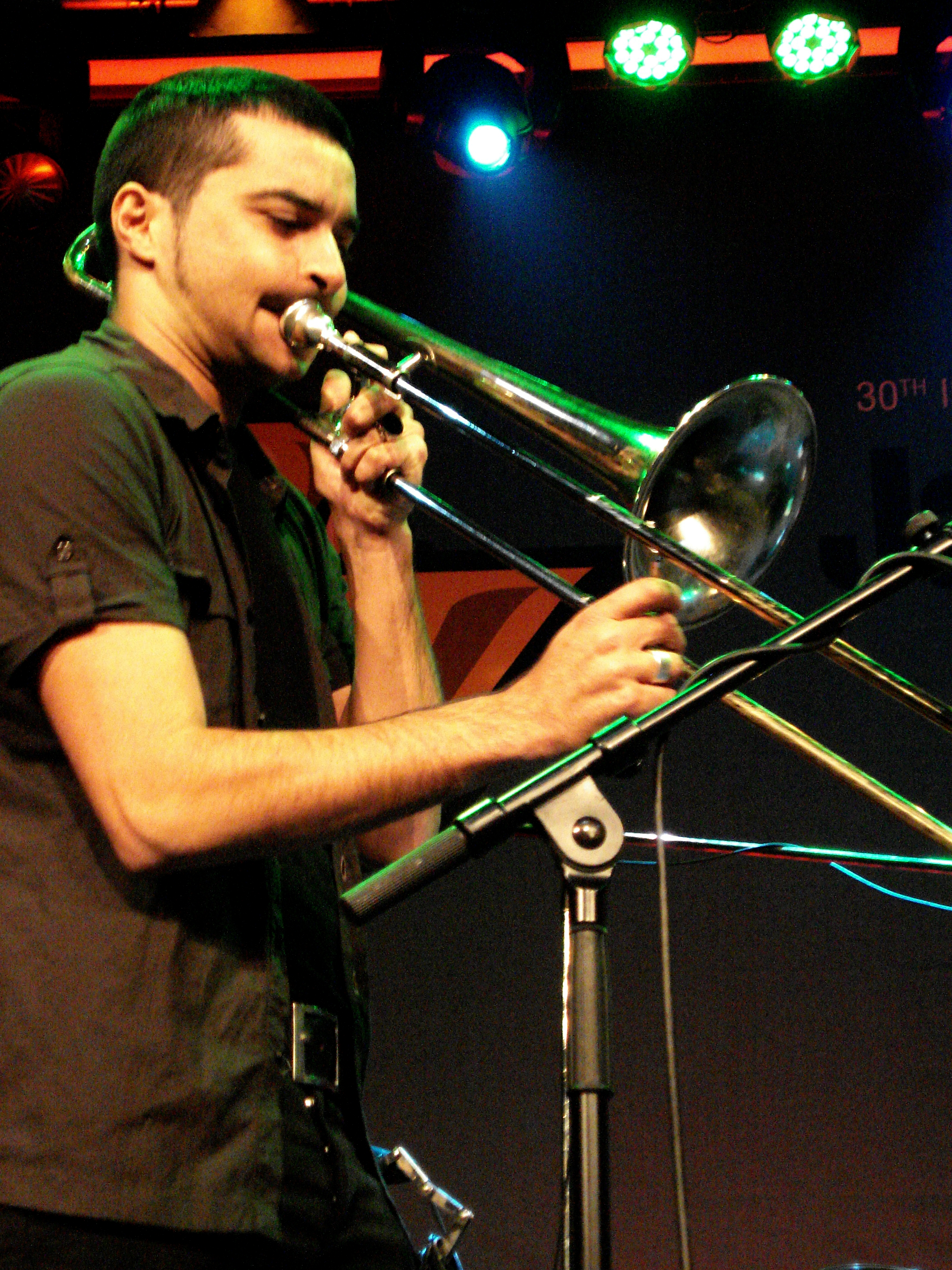
Gianluca Petrella

Gianluca Petrella (* 14. März 1975 in Bari) ist ein italienischer Jazzposaunist.

## Leben und Wirken
Petrella schloss 1994 sein Studium am Konservatorium in Bari mit Bestnoten ab. Schon 1993 begann seine Zusammenarbeit mit den Saxophonisten Roberto Ottaviano (mit dem er seine erste Aufnahme „Hybrid and Hot“ 1994, Splash, machte). Im selben Jahr machte er eine Aufnahme mit dem Saxophonisten Greg Osby („Do it“ 1994, Right Tempo). Ab 1995 war er erste Posaune im „O.F.P.“ Orchester, das zeitweise unter Leitung von Carla Bley, Steve Coleman und Bruno Tommaso war. Ebenfalls 1995 war er auf der Kompilations-CD „Italian Jazz Today“ des Magazins Musica Jazz. 1997 hielt er sich längere Zeit in Deutschland und den Niederlanden auf und tourte mit Enrico Rava in Kanada. 1998 tourte er mit dem Schlagzeuger Roberto Gatto und dessen Gruppe „The Noisemakers“ („Rugantino“ 2000 bei CAM, auch Live im Teatro Sistino in Rom 2001).
2000 war Petrella Mitglied des französischen Orchestre National de Jazz unter Paolo Damiani (z. B. „Charmediterranéan“, ECM 2001, mit Anouar Brahem und Gianluigi Trovesi). Er spielte mit fast allen wichtigen italienischen Jazzmusikern, u. a. 2001 in der Town Hall in New York mit dem Quintett von Enrico Rava. Mit Rava verbindet ihn eine langjährige Zusammenarbeit, er ist auch beispielsweise auf dessen CD „Certi Angelo Segreti“ von 1998 zu hören. 2001 erschien ein Album unter eigenem Namen „X-Ray“ (Auand). Er begleitet häufig die Sängerin Cristina Zavalloni und spielte mit Jazzmusikern wie Lester Bowie und Pat Metheny.
2007 spielte Petrella mit „Indigo 4“ (Francesco Bearzatti, Saxophon, Paolino Dalla Porta, Bass, Fabio Accardi, Schlagzeug), mit dem „Bread and Tomato Trio“ (Michele Papadia, Hammondorgel, Fabio Accardi, Schlagzeug), im Duo mit dem Akkordeonisten und Pianisten Antonello Salis („Rinoceronto sul Limbara“ 2003, Time in Jazz) und mit dem „Domino Quartet“ (Sean Bergin, Antonio Borghini, Hamid Drake). Mit „Indigo 4“ nahm er 2005 ein Album als Leader bei Blue Note Records auf („Indigo 4“), gefolgt von „Kaleido“ 2007. Mit
Giovanni Guidi, Louis Sclavis und Gerald Cleaver veröffentlichte er 2016 das Album Ida Lupino bei ECM Records. 2021 legte er mit Nicola Conte die Produktion People Need People (Schema) vor, 2022 mit dem Malletspieler Pasquale Mirra das Album Correspondence.
Als Gastsolist der Jazz Bigband Graz wirkte Petrella 2011 beim Album Urban Folktales (ACT) mit. Paolo Fresu holte ihn zu seinem Album Heroes – a Tribute to David Bowie (2021).
2007 erhielt Petrella den Eurodjango und den „Paul Acket Award“, den Nachfolger des niederländischen Bird Awards.